# سان دوناچی
سان دوناچی (به ایتالیایی: San Donaci) یک کومونه در ایتالیا است که در استان بریندیزی واقع شده‌است. سان دوناچی ۳۴ کیلومتر مربع مساحت و ۷٬۱۳۶ نفر جمعیت دارد.